# Tripterygium doianum
Tripterygium doianum är en benvedsväxtart som beskrevs av Jisaburo Ohwi. Tripterygium doianum ingår i släktet Tripterygium och familjen Celastraceae. Inga underarter finns listade.